# Eugen Eichenberger
Eugen Eichenberger (* 16. Januar 1926 in Winterthur; † 5. Juni 2015 ebenda) war ein Schweizer Maler, Grafiker und Objektkünstler. Sein Werk umfasst Malerei, Collagen, Radierungen, Wandbilder, Wandteppiche, Keramik und Kunst am Bau.

## Leben und Werk
Eugen Albin Eichenberger absolvierte von 1927 bis 1931 eine Lehre zum Schaufensterdekorateur. Anschliessend besuchte er 1933 und 1934 je ein halbes Jahr Kurse für Malerei und Schriften an der Kunstgewerbeschule Zürich. Von 1933 bis 1944 arbeitete er als Theater-, Bau- und Dekorationsmaler. 1949 trat Eichenberger der Künstlergruppe Winterthur bei. Er erhielt eidgenössische und kantonale Kunststipendien. Von 1950 bis 1965 lebte und arbeitete Eugen Eichenberger in Paris.